# Аурора
За остале употребе погледајте Аурора (вишезначна одредница).
Аурора (лат. Aurora, срп. зора) је женско име.

## У митологији
- Аурора (богиња) — богиња јутарње светлости, зоре.

## У астрономији
- 94 Аурора — астероид Главног астероидног појаса, откривен  1867.
- Аурора бореалис, или аурора аустралис — поларна светлост.

## Техника
- Аурора (крстарица) — руска крстарица, позната по својој улози у Октобарској револуцији 1917.
- Аурора (Aurora) — име две различите, али истоимене енглеске лаке крстарице из 1914. и 1935.
- Аурора (авион) (SR-91 Aurora) — нереализовани пројекат надзвучног авиона ваздушних снага САД.

## Спортски тимови
- ФК Аурора — боливијски фудбалски клуб из града Кочабамба.
- ФК Аурора (Гватемала) — гватемалски фудбалски клуб из града Гватемале.

## Топоними
- Аурора (Орора) — град у држави Илиноис у САД.
- Аурора (Орора) — град у држави Колорадо у САД.
- Аурора (Орора) — град у провинцији Онтарио у Канади.
- Аурора — општина у држави Санта Катарина у Бразилу.
- Аурора — општина у држави Сеара у Бразилу.
- Аурора ду Пара — општина у држави Пара у Бразилу.
- Аурора ду Токантинс — општина у држави Токантинс у Бразилу.
- Нова Аурора — општина у држави Гојас у Бразилу.
- Нова Аурора — општина у држави Парана у Бразилу.
- Острва Аурора — митска острва у јужном Атлантику.

## Остало
- Аурора (OS/2 Warp Server for e-Business) — верзија оперативног система OS/2.
- Аурора (Дизнијев лик)